# Gundala
Gundala is een zogezegde  Indonesische superheld uit een stripverhaal, in het bezit van een bliksemschicht en super-snelheid, bedacht door Hasmi. De echte naam van Gundala was Sancaka, een gewone student die een superheld werd na een eigenaardig ongeluk met een bliksemschicht.
De invloeden van Amerikaanse superhelden uit stripverhalen is duidelijk zichtbaar in het ontwerp en de eigenschappen, ook al is het verhaal gebaseerd op de Indonesische cultuur. De enscenering is gewoonlijk in de Indonesische stad Jogjakarta, maar de enige film speelt in Jakarta.
Er zou zogezegd een film rond dit personage gemaakt worden, maar het hele verhaal is in feite een hoax.

## Meer informatie
- (https://web.archive.org/web/20080525184858/http://www.gundalathemovie.com/)
- (https://www.thejakartapost.com/news/2010/06/06/holding-a-superhero.html)